# Malerba (romanzo)
Malerba è il secondo libro di Carmelo Sardo, scritto a quattro mani con il detenuto condannato all'ergastolo Giuseppe Grassonelli, edito da Mondadori nel 2014.
Il libro tratta della guerra di mafia empedoclina tra il 1986 e il 1990, concentrandosi soprattutto sulla vita di Giuseppe Grassonelli, protagonista diretto delle vicende.
Il romanzo ha vinto il premio Premio letterario Racalmare Leonardo Sciascia e venduto circa diecimila copie; i diritti sono stati venduti in Francia (casa editrice Lattes), Germania (casa editrice Luebbe), Russia (casa editrice Corpus), Spagna, Giappone, America Latina e Messico.

## Trama
Il libro racconta la storia di Antonio Brasso ("nome di battaglia" di Giuseppe Grassonelli), dagli anni della sua adolescenza fino alla detenzione. Le sue azioni illegali iniziano quando Antonio, ancora ragazzino, insieme a due amici, trova sotterrato in una campagna di Casamarina – suo paese di origine – un bidone pieno di soldi e armi. I tre ragazzi decidono di rubare il contenuto e di dividersi equamente il bottino, giurando sul loro onore di tenere segreta la vicenda. Con la pistola trovata quel giorno Antonio, insieme a Peppe, un amico, compie una serie di rapine, soprattutto presso gestori di carburante del paese.
Il racconto prosegue con le continue fughe di Antonio, con la latitanza e la clandestinità: prima sull'isola di Linosa, dove viene mandato dal padre per allontanarlo da un'adolescenza sfrenata e ai limiti della legalità, poi a Milano, perché ricercato dalla polizia per la serie di rapine compiute a Casamarina durante la sua giovinezza, e infine Amburgo, dove vive stabilmente, arricchendosi ai tavoli da poker e dimostrando una grandissima abilità come baro.
Dopo alcuni anni trascorsi nella città tedesca Antonio è costretto a tornare in Italia per il servizio militare, durante il quale il suo atteggiamento sfacciato e arrogante si scontra con la disciplina rigida e rispettosa richiesta nell'esercito.
Una volta congedato, Antonio decide di tornare ad Amburgo e dopo, all'inizio dell'estate, in Sicilia, per riabbracciare i suoi famigliari che non vedeva da anni. È un'estate che Antonio passa nella più totale spensieratezza, tra divertimento, nuotate e grigliate di pesce con gli amici. Il 21 settembre 1986 ha già il biglietto aereo che l'indomani lo riporterà in Germania, ma quella sera, mentre siede con amici e parenti ai tavoli del bar Albanese, in pieno centro di Casamarina, un commando di uomini con passamontagna fa fuoco sulla folla, uccidendo diversi uomini, tra cui il nonno, lo zio e un cugino del protagonista.
Dalle spiegazioni del padre, Antonio scopre che la sua famiglia era già da tempo nel mirino di una cosca mafiosa del paese che faceva capo ai Resina. Non credendo nelle istituzioni e nell'aiuto che gli avrebbe potuto dare lo Stato, Antonio decide di tornare in Germania, questa volta a Düsseldorf, per pianificare la sua vendetta.
Dopo essersi messo in contatto con l'Olandese, un noto trafficante di armi, e aver organizzato un vero e proprio arsenale, torna in Sicilia per pareggiare i conti.
In una calda giornata di luglio del 1990, Antonio e un manipolo di giovani si dirigono verso l'autosalone gestito dai responsabili della strage dell'86. Arrivati sul luogo e individuati gli obiettivi, cominciano a fare fuoco, uccidendo tre dei sei presenti. Compiuta l'esecuzione i sicari si allontanano, lasciandosi alle spalle uno scenario desolato e dirigendosi verso il covo di rientro.
Nei mesi che seguirono la strage del '90, Antonio si sposta da una casa presa in affitto all'altra, per evitare le intense ricerche e perquisizioni delle forze dell'ordine; ma a causa delle dichiarazioni di un ragazzo che aveva deciso di pentirsi una volta arrestato, a cui Antonio aveva dato ospitalità qualche mese prima, la latitanza di Antonio si conclude. Viene arrestato e condotto prima in caserma, e poi in diversi carceri in tutta in Italia, tra cui quello dell'Asinara, in Sardegna. Il periodo di detenzione all'Asinara risulta essere per Antonio estremamente duro. Nel carcere sono internati, insieme ad Antonio, sia esponenti della Stidda (l'organizzazione mafiosa di cui fa parte il protagonista, e che si oppone alla "vecchia mafia"), che di Cosa nostra.
Il processo si apre in una grande palestra adiacente al carcere, per poter contenere gli oltre cento imputati. Dopo oltre un anno viene emessa la sentenza: Antonio viene condannato all'ergastolo e a tre anni di isolamento diurno.
In carcere Antonio riceve una lettera da Erika, una ragazza che aveva conosciuto durante il suo soggiorno in Germania e con la quale aveva avuto diversi rapporti sessuali; nella lettera si legge che Erika aveva avuto due gemelli, e che Antonio era il padre. Vuole assolutamente conoscerli ma decide di scrivere ad Erika di non portarli in carcere in quel determinato periodo, dal momento che il regime del 41-bis, cui Antonio è ristretto e che vieta qualunque contatto fisico, lo costringerebbe a vederli solo dietro una vetrata.
Il libro affronta anche il "cammino di redenzione" che Antonio compie in carcere: dopo quindici anni di carcere duro, viene declassato da condannato al 41-bis a "detenuto di alta pericolosità", il che gli permette di seguire le lezioni e accrescere la sua formazione culturale. In particolare si interessa alla filosofia, grazie soprattutto al suo professore che, negli anni della detenzione, ricopre un ruolo fondamentale nel riscatto morale del protagonista.
In questi anni Antonio decide di voler rendere nota la sua storia, e lo fa affidandosi al suo "agente segreto", come lo ha sempre definito: un giornalista dei cui servizi Antonio si serviva (una volta compiuti i suoi omicidi o azioni illegali) per capire in che modo gli agenti si stessero muovendo e se avessero qualche sospetto proprio sulla sua persona. Viene dunque organizzata un'intervista, durante la quale Antonio parla ininterrottamente per due ore e risponde alle domande del giornalista.

## Composizione
Sardo conferisce una particolare struttura all'intera opera: il libro alterna infatti la storia di Giuseppe Grassonelli, in cui nomi e fatti vengono romanzati e alterati dall'autore, a vere dichiarazioni pronunciate da Grassonelli durante l'intervista del 20 settembre 2012.
Si leggono inoltre, alla fine del libro, le autentiche lettere che Salvatore Grassonelli, padre di Giuseppe, scrisse alla moglie e ai figli il 25 maggio 2007, data in cui si tolse la vita in carcere. Quando Giuseppe ricevette la lettera decise di non leggerla, e la spedì alla madre. Fu quest'ultima, alcuni anni dopo, a consegnarla a Carmelo Sardo, affinché la portasse al figlio e insieme decidessero se inserirla o meno nel libro.
L'opera si conclude con un poscritto di Giuseppe Grassonelli, rivolto al lettore, con i ricordi di Carmelo Sardo circa il periodo di lotte di mafia di cui si parla nel libro, e con la postfazione di Giuseppe Ferraro, il professore di filosofia di Grassonelli, che si congratula con l'allievo per la capacità e la profondità con cui è riuscito a trattare pagine tanto oscure della sua vita.

## Riconoscimenti
- Premio letterario Racalmare Leonardo Sciascia – 2014

## Trasposizioni

### Cinema
Dal libro è stato realizzato il docufilm dal titolo Ero Malerba, uscito nelle sale italiane il 1º settembre 2016, diretto da Toni Trupia, scritto con Carmelo Sardo, che lo interpreta con Giuseppe Grassonelli, prodotto da Interlinea. Il documentario è risultato vincitore del premio "UniCredit Pavillon" al festival "Visioni dal mondo – Immagini della realtà"; nella stessa occasione, si è anche aggiudicato il premio "UniCredit giovani". Nel 2017 ha ottenuto la "Menzione Speciale" al Nastro d'argento nella sezione "Miglior documentario". Da giugno 2020 il docufilm è visibile sulla piattaforma "Amazon Prime". 

### Televisione
Il 5 dicembre 2017 è stata trasmessa su RaiStoria la docufiction dal titolo Lo chiamavano Malerba.

## Edizioni
- Carmelo Sardo, Malerba, collana Strade blu, Arnoldo Mondadori Editore, giugno 2014, pp. 380, ISBN 978-88-04-63467-6